# Comptonia (plante)
Genre
Comptonia est un genre de plantes de la famille des Myricaceae. Il s'agit de buissons à fleurs aux feuilles ressemblant à celles de fougères.
Le nom de genre rend hommage à Henry Compton, horticulteur amateur et évêque de Londres de 1675 à 1713.

## Autres noms
La comptonia est également appelée la comptonie voyageuse et quelquefois fougère odorante, nard des pinèdes, bois-sent-bon et piment royal.

## Habitat
On la retrouve dans les milieux acides des forêts nordiques et dans des terrains sablonneux. Elle pousse dans des zones à découvert et ensoleillées.

## Description
L'arbuste mesure environ 75 cm de haut. Ses longues feuilles sont découpées, vert sur le dessus et blanchâtres dessous.

## Propriétés
Les Autochtones l'utilisaient pour parfumer les poissons et les plats mijotés. La comptonie était également utilisée comme antalgique contre les piqûres d'insecte, les plaies infectées, les fièvres et les rhumatismes. Son odeur peut servir de répulsif pour les insectes piqueurs.
Les feuilles peuvent être consommées en tisane ou en aromates dans les plats cuisinés et les confitures. Séchée, la comptonie parfume la lingerie et éloigne les mites. 

## Liste des espèces
- †Comptonia anderssonii
- Comptonia ceterach
- †Comptonia columbiana
- †Comptonia difformis
- †Comptonia naumannii
- Comptonia peregrina
- †Comptonia tymensis